# Conops pactyas
Conops pactyas är en tvåvingeart som beskrevs av Walker 1853. Conops pactyas ingår i släktet Conops och familjen stekelflugor. Inga underarter finns listade i Catalogue of Life.